# Barry Brink
Barry Brink (17 mei 1975) is een Nederlands schaker. Hij heeft sinds 2019 de titel Internationaal Meester (IM).

## Schaakcarrière
Brink is een laatbloeier als het op schaken aankomt. Waar de meeste schakers al in hun jeugdjaren een titel behalen, behaalde Brink pas in augustus 2015, op 40-jarige leeftijd, de 2300 ratinggrens waarmee hij in aanmerking kwam voor de titel FIDE Master.
In 2019 werd hij Internationaal Meester. De vereiste titelnormen behaalde hij bij de Haarlemse Meesters 2015, het Batavia Schaaktoernooi 2017 en het Tata Steel-toernooi 2018.
Brink heeft diverse titels op zijn naam staan in zowel klassieke toernooien als rapidtoernooien. Hij won onder andere twee maal het Eijgenbroodtoernooi (2008 en 2016), twee maal het Oosten-Toren Open (2014, 2016) en eenmalig het Kees Besselink c4-toernooi (2015). 
Brink werd ook drie maal onderscheiden met de Wil Haggenburg-trofee als beste schaker van de Schaakbond Groot-Amsterdam: in 2015, 2018 en 2023.